# Tomáš Xaverius Laštovka
Tomáš Xaverius Laštovka (též uváděný jako Laštuvka, 6. března 1688 Hlučín, Svatá říše římská – 1746 nebo 1747?, Brno, Svatá říše římská) patří vedle svého rodáka B. H. J. Bílovského ke generaci horlivých barokních kazatelů působících na přelomu 17. a 18. století. Po teologických studiích působil na několika místech, od roku 1720 jako farář v Radíkově a od roku 1726 byl farářem a děkanem s titulem notář apoštolské stolice ve Velehradu u Uherského Hradiště. Zemřel v Brně v roce 1747.

## Dílo
Po jeho smrti vyšlo tiskem v Trnavě v roce 1748 jediné jeho původní české dílo Čtvrtý článek víry katolické. „Trpěl pod Pontským Pilátem, ukřižován, umřel i pohřben jest“, jež bylo nesprávně považováno za překlad díla belgického jezuity Williama Stanyhursta (1601–1663). Že nejde o pouhý překlad, ale o originální dílo, zjistil Josef Vašica. Stanyhurstovo jméno na titulní straně totiž neznamená odkaz Laštovky na Stanyhursta, spíše jde o Laštovkovo přihlášení se k uznávané autoritě. Laštovkův tvůrčí přístup k předloze ukazuje na nikoli pouhého překladatele, ale originálního spisovatele. Jde o dvanáctidílný cyklus kázání, každý o sedmi kázáních na všechny čtvrtky v postní době. Laštůvkům sloh vyniká typickými barokními znaky, v lecčems připomínajícími Bílovského, např. ve sklonu k satiře, ve smyslu pro detail, v užívání triviálních výrazů. Řada míst nám předkládá charakteristiku doby.
Pro Laštovku je typické sociální cítění a horlivé vlastenectví. Stojí nekompromisně na straně těch, kdo trpí, nebojí se ostře kritizovat panstvo a jeho rozmařilost. Vyniká tu Laštovkův důraz na rovnost všech lidí před Bohem. Josef Vašica připisuje Laštovkovi také autorství latinského právnického spisu De iure et iustitia z roku 1713. Tento spis svým obsahem i formou patří mezi přední literární díla českého baroka. Laštovka si byl vědom svého poslání mezi chudými, kteří představovali hlavní část jeho posluchačstva. Jeho čtvrtý článek víry katolické vychází na konci 40. let 18. století, tedy v době útoku na rakouské dědictví po nástupu Marie Terezie na habsburský trůn (1740). Prohlášení se bavorského kurfiřta Karla VII. Alberta za českého krále vzbudilo v prostředí nevolného lidu naděje na zmírnění roboty a zlepšení sociální situace. Tato atmosféra se dokonale odráží v Laštovkových kázáních, které tak podávají plastický obraz bídy venkovského poddaného lidu i povýšenosti a zpupnosti vrchnosti za zámků.